# Eusattodera rugosus
Eusattodera rugosus là một loài bọ cánh cứng trong họ Chrysomelidae. Loài này được Jacoby miêu tả khoa học vào năm 1888.